# 楊瓚 (滕王)
楊瓚（550年—591年9月16日），字恒生，一名慧，隋文帝杨坚同母弟。

## 生平
楊瓚在北周時因爲其父楊忠的軍功而得封竟陵郡公，並尚北周武帝妹順陽公主，後進封邵國公。隋書稱楊瓚「貴公子，又尚公主，美姿儀，好書愛士，甚有令名於當世，時人號曰楊三郎。」史載楊瓚於隋文帝稱帝前害怕其篡位未成而株連同宗，因此曾數次陰謀圖害隋文帝。
隋文帝受禪後於開皇元年（581年）二月辛未封楊瓚為滕王。次年拜為雍州牧。未幾緣事罷官，以滕王就第閒居。開皇十一年（591年），楊瓚在栗園伴隨隋文帝時暴薨，時年四十二（《北史》作四十四）。人们传言他是被鸩杀的。

## 家族

### 父母
- 楊忠，追尊隋武元帝
- 呂苦桃，追尊元明皇后

### 夫人
- 顺阳公主

### 子
- 嗣滕王楊綸[2][3]
- 竟陵郡公楊坦
- 楊猛
- 楊溫
- 嗣滕王楊詵，大業末年卒
- 道悼王楊靜
- 杨善籀，第九子，开皇二十年四月三日去世，虚岁十六，追赠使持节、陈州诸军事、陈州刺史[4]

今人嚴振非〈寒山子身世考〉認為，唐代詩僧寒山乃是楊瓚之子楊溫。